# Anna Simó
Pour les articles homonymes, voir Simo (homonymie) et Castello.
Anna Simó i Castelló, née le 26 juillet 1968 à Els Alamús (province de Lérida), est une femme politique espagnole, membre de la Gauche républicaine de Catalogne (ERC).
Militante d'ERC depuis 1990, elle parvient en mai 2003 à faire entrer son parti au conseil municipal de L'Hospitalet de Llobregat, dans la banlieue rouge de Barcelone. Sept mois plus tard, elle est nommée conseillère au Bien-être social et à la Famille dans le gouvernement de coalition de gauche du socialiste Pasqual Maragall. Elle en est exclue en mai 2006, avec les autres conseillers d'ERC.
Elle siège ensuite au Parlement de Catalogne, entre novembre 2006 et octobre 2017. Devenue en 2008 porte-parole du groupe parlementaire de la Gauche républicaine, elle cumule ce poste avec celui de porte-parole du parti à partir de 2011. Après les élections de 2012, elle est élue vice-présidente du Parlement et renonce à ses fonctions à la direction du groupe de députés. Elle est remplacée, en 2015, comme porte-parole d'ERC et accède en parallèle aux responsabilités de secrétaire du Parlement catalan.
Elle renonce, deux ans plus tard, à se représenter aux élections anticipées convoquées à la suite de la suspension des institutions autonomes. Elle revient finalement à la vie institutionnelle en 2023, comme conseillère à l'Éducation dans le gouvernement minoritaire du républicain Pere Aragonès.

## Biographie

### Jeunesse et carrière professionnelle
Anna Simó i Castelló est née le 26 juillet 1968 à Els Alamús, dans le Segrià, en Catalogne. Comme beaucoup d'autres à la même époque, sa famille a vécu la migration intérieure des comarques rurales de la Catalogne vers l'agglomération de Barcelone : elle s'est installée à L'Hospitalet de Llobregat, dans le Barcelonès, lorsqu'Anna Simó était âgée de cinq ans. Son père travaillait dans l'usine automobile de la SEAT.
Elle est titulaire d'une licence de philologie catalane (ca) et d'un postgrade sur la planification linguistique de l'université de Barcelone (UB) obtenu en 1992. L'étude Entre l'esperança i el neguit. El català a Catalunya. Coneixements, usos, actituds i identitats lingüístiques, dont elle est co-autrice, reçoit le prix Jaume Camp de sociolinguistique catalane (ca), décerné par Òmnium Cultural.
À partir de 1990, elle travaille pour le Consorci per a la Normalització Lingüística (ca) (CPNL). Elle devient la directrice de sa délégation de la Ciutat Vella, à Barcelone.
En 1990, elle adhère au parti de gauche indépendantiste Esquerra Republicana de Catalunya (ERC). Elle devient conseillère nationale du parti en 1994, puis membre de la direction en 1998. En 2001, elle est désignée secrétaire à la politique sociale et aux droits des gays et lesbiennes. Entre 1996 et 2002, elle préside la section d'Esquerra à L'Hospitalet de Llobregat. Jusqu'alors, le parti n'avait jamais réussi à obtenir suffisamment de votes dans cette ville pour être représenté au conseil municipal. Anna Simó, tête de liste aux élections municipales de 2003, est la première à être élue conseillère municipale. Elle est également militante féministe à Ca la Dona (ca), syndicaliste des Comissions Obreres de Catalunya (ca) (CCOO) et membre du Centre catholique de l'Hospitalet de Llobregat (ca).

### Conseillère au Bien-être social et à la Famille
À la suite des élections au Parlement de Catalogne du 16 novembre 2003, elle est nommée conseillère au Bien-être social et à la Famille dans le gouvernement dirigé par Pasqual Maragall et regroupant le Parti des socialistes de Catalogne (PSC), la Gauche républicaine de Catalogne (ERC) et Initiative pour la Catalogne Verts (ICV). Âgée de 35 ans, elle est la plus jeune conseillère du nouveau gouvernement. Elle incarne la nouvelle génération d'ERC. Les priorités de la mandature sont la légalisation de l'adoption d'enfants par les couples homosexuels, l'extension des aides aux familles monoparentales, la lutte contre les violences sexistes, le développement des politiques de la dépendance des personnes âgées, et l'augmentation du budget consacré aux politiques sociales.
Le projet de loi sur l'adoption est élaboré conjointement par la conseillère Anna Simó et par le conseiller à la justice, Josep Maria Vallès (ca), et déposé en juillet 2004. Il vise à donner aux couples homosexuels les mêmes droits que les couples hétérosexuels, en tant que pères et mères adoptantes. La loi est adoptée par le Parlement de Catalogne le 31 mars 2005. La conseillère Anna Simó est elle-même une personnalité engagée pour l'égalité des droits des personnes homosexuelles. Ainsi, en juin 2005, elle est témoin du premier mariage homosexuel célébré en Catalogne, après sa légalisation par l'État espagnol.
Le projet de loi sur l'universalisation des services sociaux est l'un des grands projets du gouvernement. Il doit revoir les critères d'attribution de l'ensemble des prestations sociales et leur mode de financement. Les travaux préparatoires commencent au début de l'année 2004, et une longue période d'étude et de concertation est prévue avant la présentation du projet de loi à la fin de l'année 2005.
Le projet de loi sur la protection des droits de l'enfance est présenté en 2005.
Le budget du département du bien-être social et de la famille augmente de 78 % entre 2003 et 2006. Le ministère traite d'affaires sensibles, dont certaines sont largement répercutées dans les médias : c'est notamment le cas de l'affaire Alba, du nom d'une enfant victime de mauvais traitements, ainsi que des problèmes liés à des adoptions d'enfants par des familles catalanes en République du Congo et en République démocratique du Congo.
Le 11 mai 2006, les conseillers d'ERC sont expulsés du gouvernement, après que le parti a décidé d'appeler à voter non au référendum sur le Statut d'autonomie (ca). Carme Figueras (ca) succède à Anna Simó au département du bien-être social et de la famille. Celle-ci quitte le gouvernement sans avoir achevé son programme : les projets de loi sur les services sociaux et sur l'enfance restent en suspens. Son passage au gouvernement lui a assuré une relative notoriété. En juillet 2004, elle a été reconduite comme conseillère nationale d'ERC, avec le meilleur score des 75 candidats aux 25 postes. Lorsqu'elle quitte ses fonctions en 2006, elle n'a pas encore quarante ans, mais est déjà considérée comme une dirigeante politique confirmée.

### Députée et porte-parole parlementaire d'ERC
Lors des élections au Parlement de Catalogne du 1er novembre 2006, la candidature de la Gauche républicaine de Catalogne (ERC) reflète ses nouveaux équilibres internes : les proches du nouveau secrétaire général, Joan Puigcercós (ca), occupent la majorité des positions éligibles. Anna Simó, qui fait partie de ses partisans, est placée en troisième place sur la liste pour la circonscription de Barcelone. Esquerra obtient un bon résultat électoral, avec 21 sièges, qui lui permet de jouer un rôle décisif pour la constitution d'un deuxième gouvernement tripartite de gauche. Anna Simó est élue députée.
Elle devient porte-parole parlementaire adjointe d'Esquerra. Le porte-parole titulaire du groupe, Joan Ridao, doit être tête de liste lors des prochaines élections générales espagnoles, en 2008 ; il est prévu qu'Anna Simó lui succède. Les deux dirigeants du parti, Josep-Lluís Carod-Rovira et Joan Puigcercós, sont au gouvernement ; ils choisissent de ne pas désigner de président de groupe parlementaire. Au Parlement, elle est aussi porte-parole d'Esquerra à la commission de la coopération, membre de la députation permanente, de la commission du règlement, de la commission du bien-être social et de l'immigration, de la commission du travail, de la commission de la santé, de la commission sur les droits des femmes, et de la commission sur le Síndic de Greuges (ca).
En mars 2008, Joan Puigcercós quitte le gouvernement et devient président du groupe parlementaire, tandis que Joan Ridao est élu au Congrès des députés espagnol. Anna Simó lui succède comme porte-parole parlementaire le 25 mars. Elle fait partie des plus proches soutiens de Joan Puigcercós. Elle cesse sa participation à la plupart des commissions parlementaires auxquelles elle était inscrite, et devient en revanche porte-parole d'Esquerra à la commission des affaires institutionnelles.
Aux élections législatives du 28 novembre 2010, elle est de nouveau candidate à la troisième place sur la liste d'Esquerra conduite par Joan Puigcercós. Le parti enregistre une lourde défaite, et obtient seulement 10 députés, mais Anna Simó est réélue. Avec Joan Ridao, elle participe à de brèves négociations avec la coalition nationaliste victorieuse Convergence et Union (CiU), qui sont rapidement abandonnées.
Elle demeure porte-parole parlementaire d'ERC, désormais dans l'opposition, et Joan Puigcercós se maintient comme président du groupe parlementaire. Pendant la IXe législature, elle est également porte-parole du groupe à la commission des affaires institutionnelles, à la commission de l'enseignement et des universités, et à la commission de l'égalité des personnes. Elle participe à la commission de rédaction créée en 2011, à l'initiative d'Esquerra, pour élaborer une proposition de loi sur la transparence.
En 2011, le candidat à la direction du parti, Oriol Junqueras, l'intègre à sa candidature pour le poste de porte-parole. Dans une équipe qui recherche l'équilibre entre les différentes tendances du parti, elle représente le secteur des proches de Puigcercós et la continuité avec l'équipe de direction en place. Lors du congrès tenu en octobre 2011, Oriol Junqueras est élu président d'Esquerra Republicana et Anna Simó en devient la porte-parole ; elle cumule cette fonction avec celle de porte-parole parlementaire.

### Membre du bureau du Parlement
Aux élections législatives du 25 novembre 2012, Anna Simó est de nouveau troisième sur la liste de la Gauche républicaine de Catalogne, après le nouveau président et la nouvelle secrétaire générale, Oriol Junqueras et Marta Rovira. Le parti remporte un franc succès, passant de 10 à 21 députés, dont la plus grande part sont élus pour la première fois : elle fait partie des quatre députés sortants réélus. Esquerra devient la deuxième force politique au Parlement, ce qui permet à Anna Simó d'en prendre la vice-présidence. Pendant la Xe législature, elle est également première vice-présidente de la commission du règlement, membre de la commission de l'enseignement et des universités, et de la commission de l'égalité des personnes. Elle est à l'initiative, et rapporteuse pour Esquerra, de la proposition de loi pour garantir les droits des personnes LGBTI (ca) du 10 octobre 2014.
Au congrès d'ERC en mai 2015, l'équipe de direction sortante est reconduite par les militants. Anna Simó devient adjointe à la présidence, tandis que Sergi Sabrià (ca) la remplace comme porte-parole du parti.
Lors des élections législatives du 27 septembre 2015, elle est placée au treizième rang sur la liste indépendantiste unitaire de Ensemble pour le oui (JxSí), sur laquelle ERC se présente en coalition avec Convergence démocratique de Catalogne (CDC) et des candidats indépendants. Elle entre au Parlement pour la quatrième fois, ce qui fait d'elle la députée la plus expérimentée du parti, à égalité avec Pere Aragonès.
L'accord de coalition prévoit qu'Esquerra désigne la présidente du Parlement. Le nom d'Anna Simó est évoqué pour ce poste, mais le choix se porte sur la candidate indépendante Carme Forcadell. Anna Simó devient première secrétaire du bureau. Pendant la XIe législature, elle est aussi porte-parole d'Esquerra à la commission de l'enseignement et membre de la commission de l'intérieur, de la commission de la justice, et de la commission de la Cour des comptes (ca).
En tant que membre du bureau du Parlement, elle est l'objet des poursuites judiciaires engagées par l'État espagnol contre les responsables politiques indépendantistes pour leur participation au processus d'indépendance de la Catalogne. En décembre 2016, elle est poursuivie pour désobéissance et prévarication, avec les trois autres membres souverainistes du bureau, pour avoir permis le vote de la résolution parlementaire sur le référendum du 6 octobre 2016. Elle comparaît devant le Tribunal Superior de Justícia de Catalunya (ca) (TSJC) en mai 2017, avec la présidente du Parlement, Carme Forcadell. Les deux accusées se rendent au tribunal accompagnés par le président de la Généralité, Carles Puigdemont, des membres du gouvernement et des députés, ainsi que quelques centaines de militants indépendantistes. Dans une brève déclaration, elles invoquent la neutralité du bureau vis-à-vis du contenu des débats politiques, l'inviolabilité du Parlement et la séparation des pouvoirs.